# McLaren MCL36
Der McLaren MCL36 ist ein Formel-1-Rennwagen, der unter der Leitung von James Key entwickelt und von McLaren in der Formel-1-Weltmeisterschaft 2022 eingesetzt wurde.